# Пашков, Николай Павлович

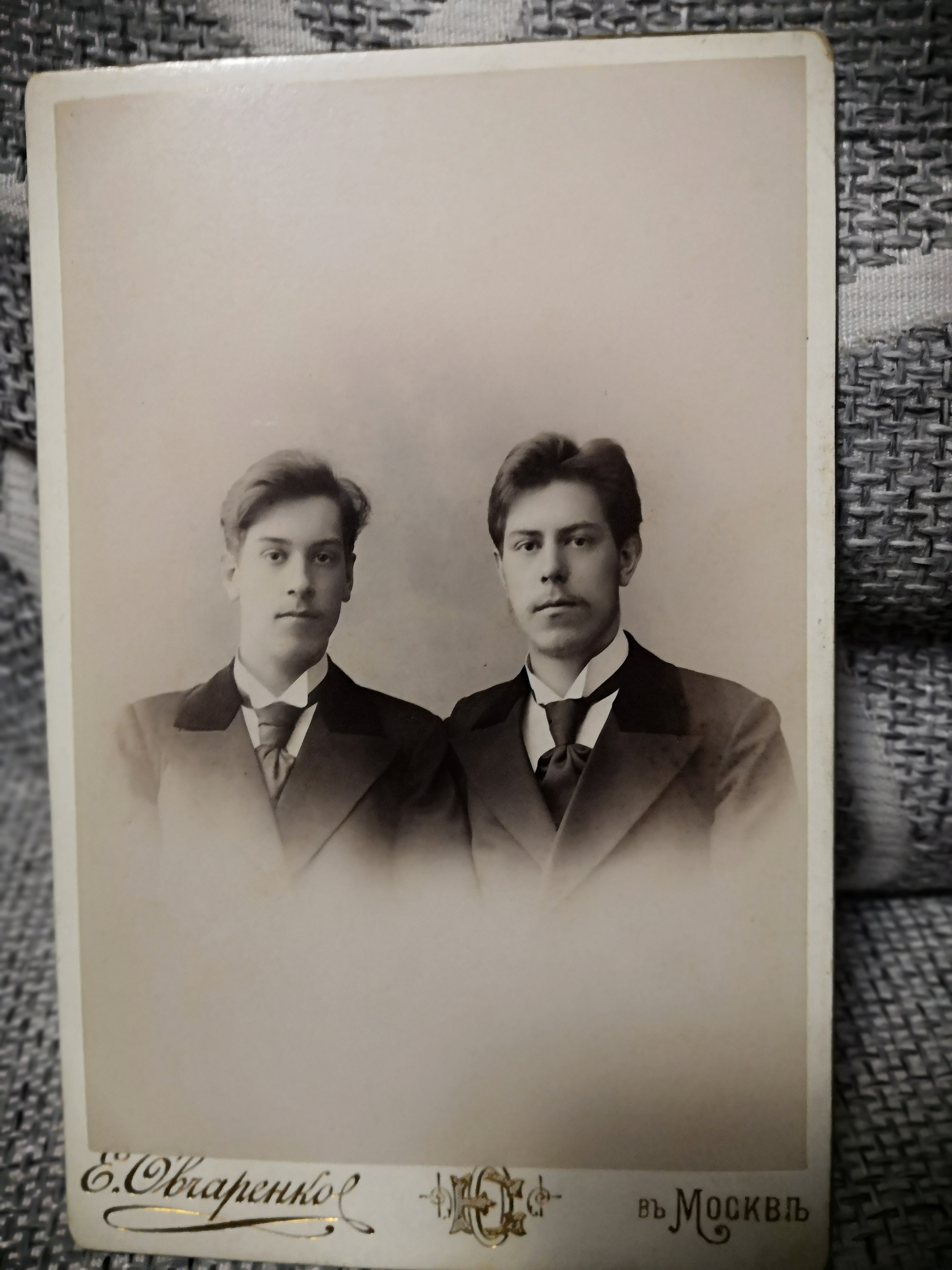
Фото братьев Николая Павловича и Ивана Павловича Пашковых (из личного архива Н.П.Пашкова, ориентировочно конец 1890-х годов)

Никола́й Па́влович Пашко́в (3 апреля 1880, Москва - 8 августа 1961, п.Голицыно, Звенигородский р-н, Московская обл.) — русский и советский художник-монументалист, иконописец из художественной династии Пашковых. Брат Георгия, Павла и Ивана Пашковых.
Обучался в Строгановском художественно-промышленном училище и Московском училище живописи, ваяния и зодчества. Преподавал иконописание в Cкорбященском монастыре и гимназии Перепёлкиной. C 1907 года руководил иконописной палатой Донского монастыря.
Был совладельцем "Московской художественно-иконописной, иконостасной и декоративной мастерской наследников П.П.Пашкова", которая была основана его отцом Павлом Павловичем в 1866 году.
Принимал участие в работе Плавучей выставки (участвовали 135 российских фирм) на пароходе "Император Николай II", организованной в кон. 1909 – нач. 1910 Русским обществом пароходства и торговли (РОПиТ) для рекламы отечественной продукции, где среди прочих участников выставлялся и стенд Московской художественно-иконописной, иконостасной и декоративной мастерской наследников П.П.Пашкова" (отправившись из Одессы, выставка побывала в 18 иностранных портах на линиях РОПиТ и завершилась в Ялте). Декоративное живописное убранство выставки на пароходе "Император Николай II", выполненное в русском стиле, было исполнено художниками-братьями Н.П.Пашковым и П.П.Пашковым и их мастерами, приехавшими из Москвы.
После революции 1917 года работал в советской образовательной системе, в 1940-е годы руководил учебной частью МВХПУ и кафедрой рисунка в педагогическом институте имени Потёмкина.
Похоронен на Ваганьковском кладбище.

## Работы

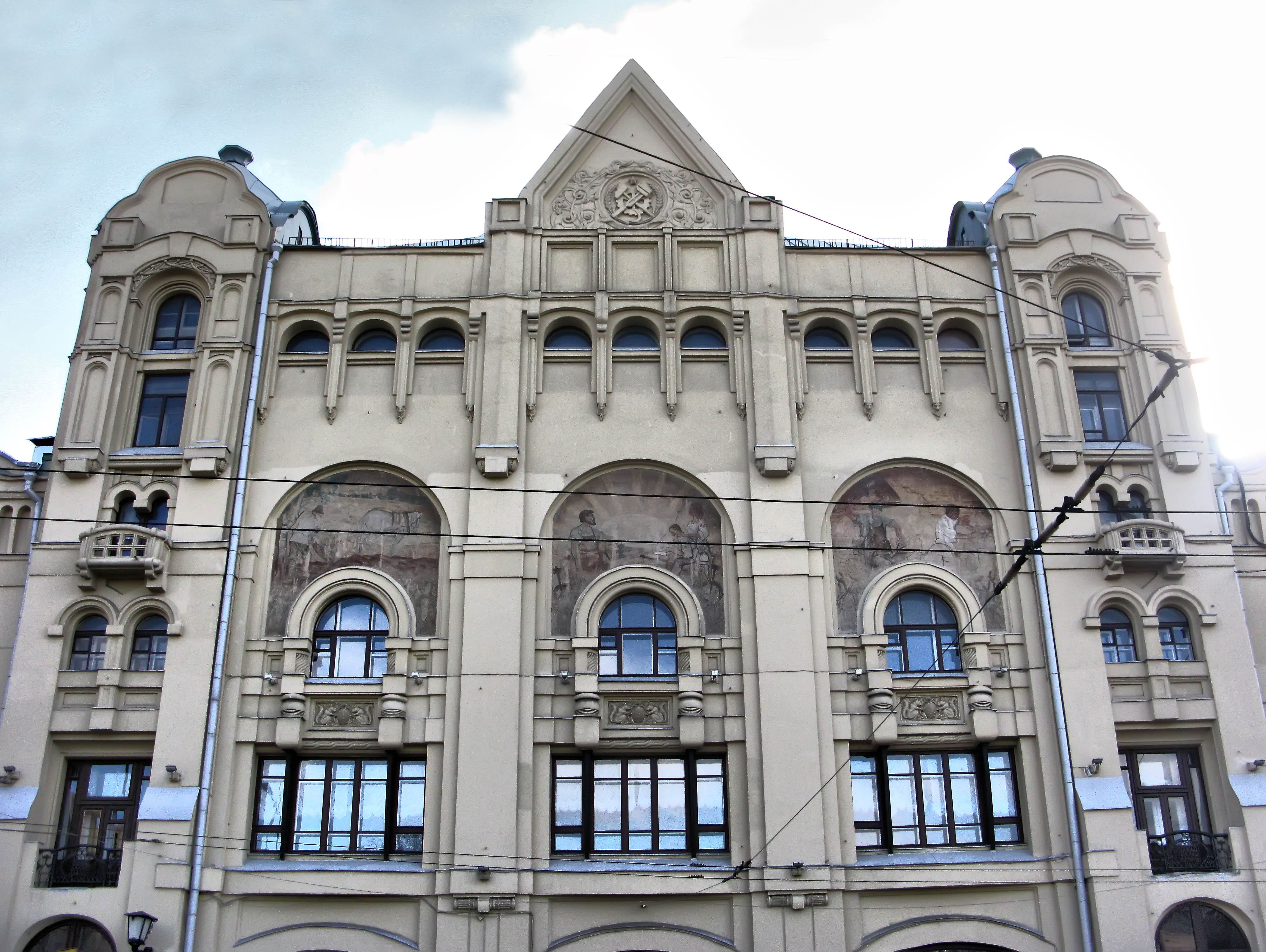
Росписи фасада Политехнического музея. Фото 2011 года

- 1896—1897 — росписи церкви Рождества Богородицы в Орехово-Зуево;
- 1901—1902 — интерьеры дома С. У. Соловьёва на Поварской улице;
- 1902 — интерьеры театра Омона;
- 1903—1904 — интерьеры Церкви Иконы Божией Матери Козельщанская, Церкви Иконы Божией Матери Тихвинская, при больнице им. И. и А. Медведниковых  ;
- 1904 — рисунок майоликового орнамента на здании Строгановского училища;
- интерьеры имения Орловых-Давыдовых в Добрынихе;
- 1907 — панно «Пахарь и солнце» на фасаде Политехнического музея;
- 1910 — оформление Ялтинской выставки (награжден орденом Св. Станислава 3-й степени)
- 1911 - Церковь Троицы Живоначальной при детском приюте братьев Бахрушиных в Сокольниках (интерьеры, внутренний/внешний декор)  ;
- 1912 — участие в росписях Феодоровского собора (награжден орденом Св. Анны 3-й степени), императорского павильона и здания офицерского собрания в Царском Селе;
- 1913 — интерьеры здания Государственного банка в Нижнем Новгороде;
- 1913—1916 — интерьеры здания Ссудной казны в Москве;
- 1913—1917 — росписи Ратной палаты, Трапезной палаты, Скорбященской церкви в Царском Селе;
- 1923 — росписи кустарного павильона на Всероссийской выставке в Москве.